# Нарцис Вятр
Нарцис Вятр, псевдонім Завойна, Владислав Бржоза, Клоніца (19 вересня 1907, село Струже близько Грибова — 21 квітня 1945, Краків) − діяч польського народного руху, вояк Селянських батальйонів і Армії Крайової, полковник.

## Біографія
Народився у селянській родині, батьки Ян та Марія. У 1917—1921 роках навчався у суспільній школі в Струже. У 1921—1928 роках був учнем Другої Державної Гімназії і Ліцею імені Короля Болеслава Хороброго у Новому Сончі. У 1928 році почав навчання на факультеті Права і Економіки Університету у Познані. В роках 1928-29 проходив військову службу у Батальйоні Підхорунжих піхоти у Кракові, а потім у 55 полку піхоти.
У 1930—1932 роках був замісником, а потім Головою Правління Польської Академії Народної Молоді у Познані.
У 1929—1934 роках навчався на юридичному факультеті Університету міста Познань, а у 1932 році отримав звання підпоручика резерву піхоти.
У той же час він брав участь у Великопольській Спілці Сільської Молоді «Społem» і член проводу Спілки Сільській Молоді «Wici». Брав участь у мітингу у родинному Струже, після чого був заарештований на місяць. Закінчив навчання у 1934 році, після чого почав адвокатську практику у Новому Сончі. У 1935—1938 роках виконував функції секретаря Наглядової ради Союзу Сільській Молоді в Кракові. У 1937—1939 роках виконував функції Голови Окружної ради цієї організації в Новий Сонч. За організацію сільського страйку у 1937 був ув'язнений у таборі «Береза Картузька» на 6 тижнів.

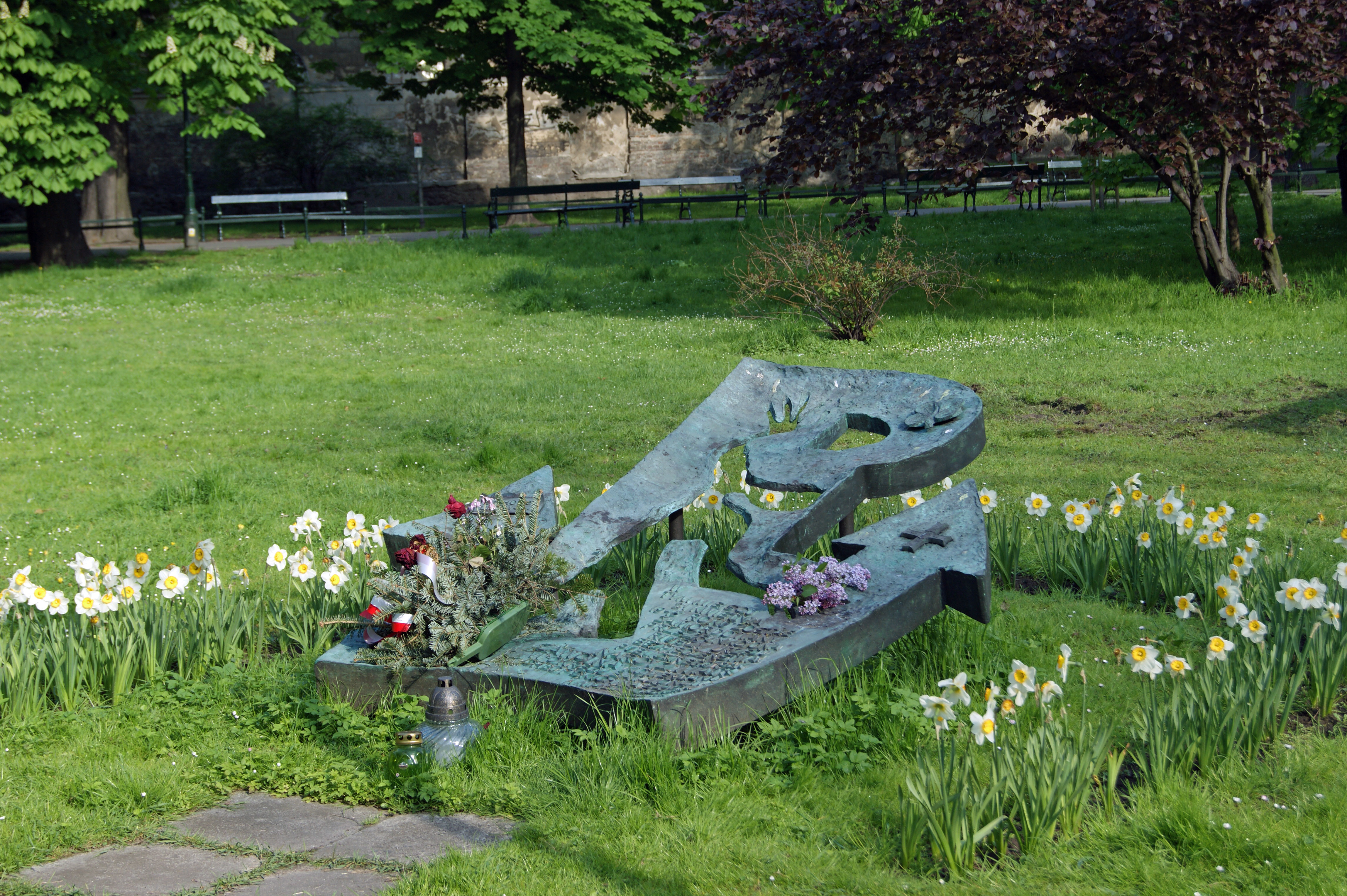
Місце смерті Нарциса Вятра у парку Планти

Учасник вересневої компанії у складі 1 Полку Подхалянських Стрільців, воював у регіоні Дунайця і Попрада, а потім відійшов за річку Сян. По закінченню компанії організував підпільний селянський рух. У 1940 році він був призначений комендантом Селянських батальйонів округу Новий Сонч. З 1941 по 1945 рік, комендант VI округу Селянських батальйонів у Малопольщі і Сілезії. У 1943 році обіймав посаду командувача Народної Варти Безпеки в окрузі. В рамках консолідації з Армією Крайовою став заступником коменданта Округу Армії Крайової у Кракові. Командир селянської варти «Chłostra». З 1943 року входив у склад  Окружного керівництва Народного Руху. Він працював з Тадеушем Северином, який був головою місцевого управління підпільного руху. Був виконавцем вироків підпільного суду, був ініціатором саботажу і диверсій. Готує і підтримує розробку навчань військових, ідеологічно-політичних, і санітарних.
У березні 1945 роки отримав підвищення у Армії Крайовій до звання капітана, а потім підполковника Селянських Батальйонів. 15 березня 1945 брав участь у нараді Центрального Управління Народного Ополчення у Варшаві, на якому прийнято рішення про розсекречення Селянських батальйонів і Народної Варти Безпеки. Нарцис Вятр відмовився від співпраці з народною партією «Воля Народу» та Польської Робочої Партією. Із січня 1945 розшукувався Службою Безпеки і 21 квітня за сприяння НКВД був застрелений в Кракові у парку Планти рядовим Мисьленицького відділу громадської безпеки Станіславом Парилой, та іншим працівником органів безпеки Яном Томанов, який знав його особисто.
Посмертно отримав звання полковника.
До справи про вбивство Нарциса Вятра пробували повернутися в 1956 році, справа була безуспішно досліджена прокуратурою, акти дослідження були втрачені відразу після закриття слідства. Єдиним підсумком цієї справи було перенесення його останків з Батовіцкого кладовища до партизанської ділянки Раковицького кладовища.

## Відзнаки
- Кавалерський Хрест ордеру Virtuti Militari (pośmiertnie)

## Поминання

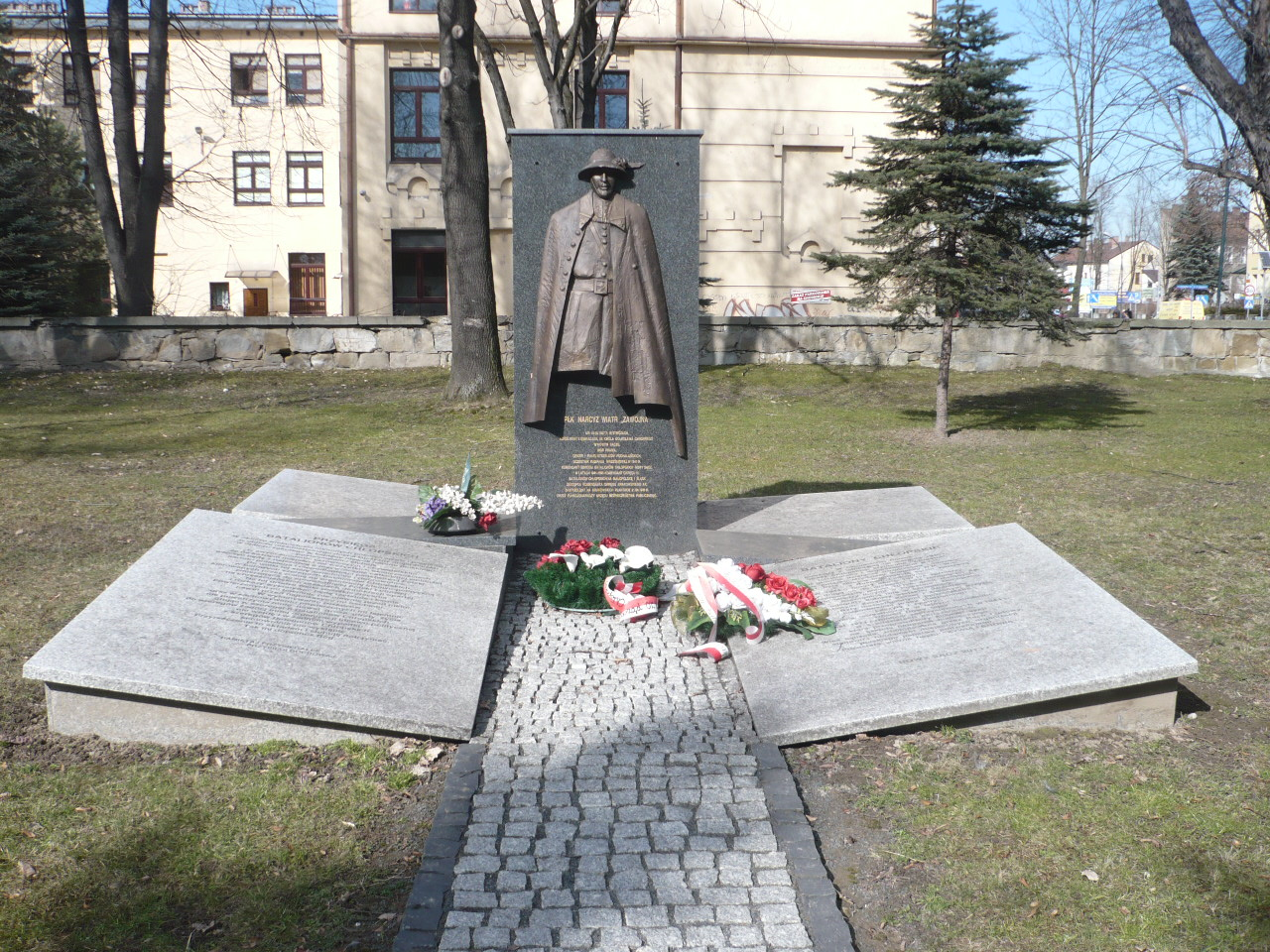
Новий Сонч, пам'ятник Нарциса Вятра, березень 2015

У краківському парку Планти відзначене місце смерті Нарциса Вятра.
Його ім'я носять вулиці у Кракові і Новому Сончі, та школа у Гоствиці.
Крім того, 11 листопада 2013 на «Старому кладовищі» в Новому Сончі, біля алеї Визволення, відкрито пам'ятник на честь Нарциса Вятра.